# Porthidium porrasi
Porthidium porrasi är en ormart som beskrevs av Lamar och Sasa 2003. Porthidium porrasi ingår i släktet Porthidium och familjen huggormar. Inga underarter finns listade i Catalogue of Life.
Arten förekommer i en mindre region i Costa Rica. Området ligger upp till 200 meter över havet. Habitatet utgörs främst av ursprungliga fuktiga skogar. Ibland besöks växtligheten bredvid skogarna.
Porthidium porrasi gräver ofta i lövskiktet och den har ödlor, groddjur och små däggdjur som föda. Honor lägger inga ägg utan föder levande ungar.
Stora delar av utbredningsområdet är en skyddszon. IUCN listar arten därför som livskraftig (LC).